# Führungslinie

Operationsplan mit Führungslinien

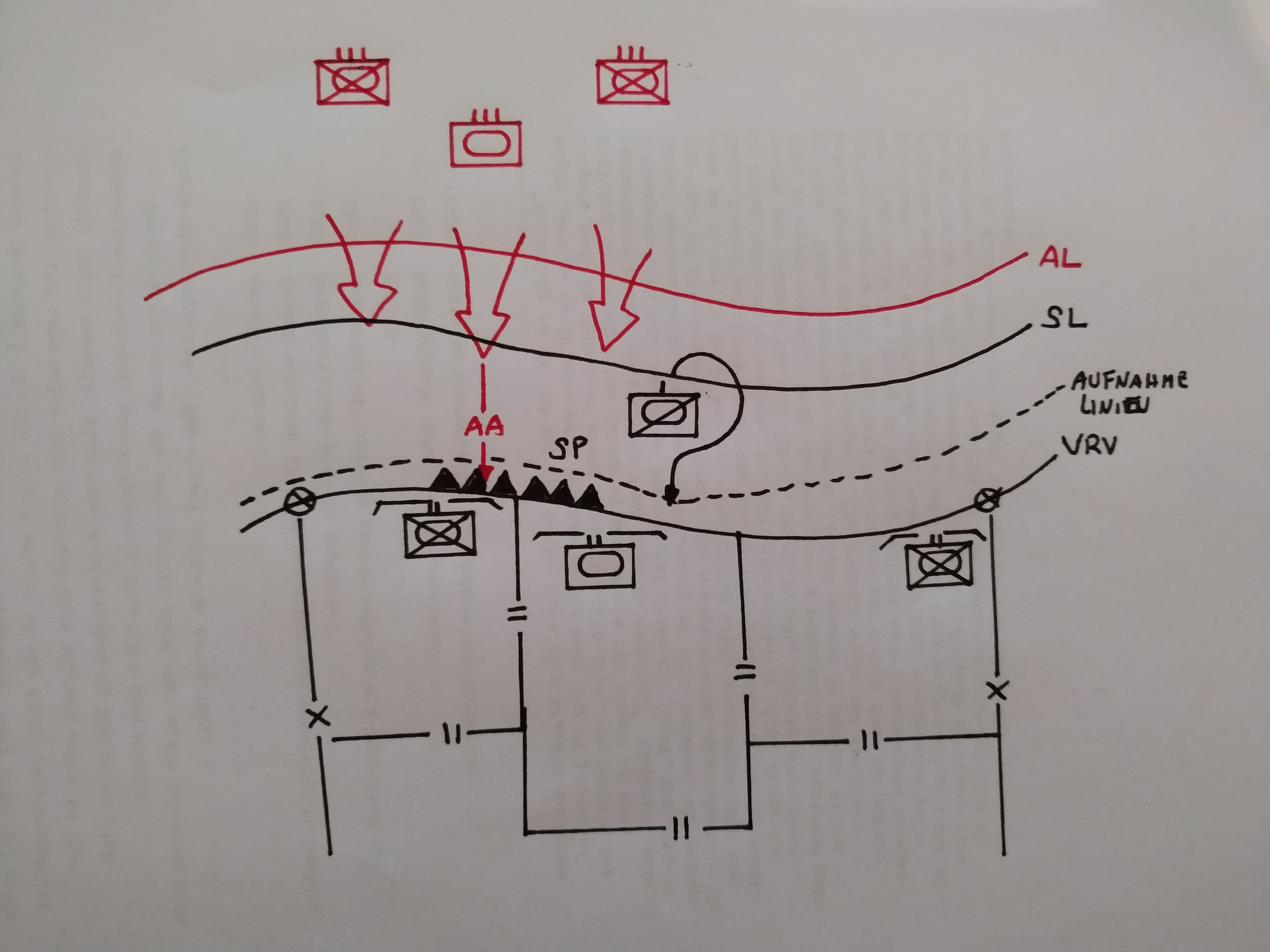
Lagekarte mit Führungslinien

Führungslinien sind auf einer militärischen Lagekarte eingezeichnete Linien, welche die Raumordnung und damit das räumliche und zeitliche Verhalten von Truppen aufeinander abstimmen. Führungslinien können einen Verantwortungsbereich abgrenzen.

## Inhalt
Eine Führungslinie definiert die räumlichen Rahmenbedingungen und Grenzen für den Einsatz von Kräften. Führungslinien bilden häufig sichtbare Grenzen im Gelände wie Straßen, Wege oder Gewässerläufe. Grenzen können mit Anschlusspunkten verknüpft sein, wie zum Beispiel zu rechtem oder linkem Nachbar.
Auf der Lagekarte sind die Führungslinien der Ausgangslage mit schwarzer Farbe markiert, im Laufe der Operation werden die neuen Führungslinien in ihrer Entwicklung mit blau gekennzeichnet. Führungslinien definieren im Operationsplan bestimmte Räume für den Ansatz der eigenen Kräfte. Neben Führungslinien enthält die Lagekarte auch Punkte, Sperren und taktische Zeichen für die Raumordnung der eigenen Truppe.
Ein Operationsplan kann Koordinationslinien für den Marsch und Führungslinien für den Wechsel der Operationsart beinhalten.

## Beispiel
„Der Raum wird im Norden begrenzt durch die ELBE und im Süden durch die Bundesstraße 493. Es ist durchgängiges Panzergelände mit Infanteriestreifen durch vereinzelte Waldstreifen, wo der abgesessene Kampf der Jäger- und Panzergrenadiertruppe geführt werden kann. Das Gelände wird in folgende Abschnitte unterteilt. Abschnitt 1: Bereich von der SL von HITZACKER bis LÜCHOW. Abschnitt 2: VRV am ELBE-SEITENKANAL zwischen SCHARNEBECK und UELZEN.“

## Gliederung
- Grenze: z. B. Abgrenzung des eigenen Gefechtsstreifen (Bataillons-, Kompaniegefechtsstreifen etc.). Gefechtsstreifen durch Grenzen festgelegter Raum im Verantwortungsbereich einer Truppe für die Dauer einer Operation.
- Koordinierungslinie (en. CL – Coordination Line), z. B. Koordinierungslinie für Unterstützungsfeuer (FSCL: Fire Support Coordination Line).
- SL: Sicherungslinie (en. Security Line oder Outpost Line). Die SL befindet sich vor dem VRV. Hier kommt es zu ersten Kampfhandlungen zwischen vorgeschobenen eigenen Teilen und dem Feind. Die SL ist häufig gleichbedeutend mit der FLOT: Forward Line of Own Troops. Eine Sicherungslinie kann z. B. dem VRV 2 Kilometer vorgelagert sein. Sie ist die Führungslinie für den Einsatz von Sicherungs- oder Deckungskräften.
- VRV: Vorderer Rand der Verteidigung (en. FEBA – Forward Edge of Battle Area[1]), ehemals Kriegsfront. Der VRV begrenzt den Verteidigungsraum nach vorn und dient der Abstimmung von Feuer und Bewegung.
- VZL: Verzögerungslinie (DL – Delay Line[2]). Zwischen der SL und mehreren VZL wird das Verzögerungsgefecht geführt. Die zeitlich festgelegte VZL dient dem Verzögerungsverband zur räumlichen Abstimmung. Die Verzögerungszone ist der Raum, in dem das Verzögerungsgefecht geführt wird. Im allgemeinen nach hinten durch VRV oder Stellung in der Tiefe des rückwärtigen Raumes begrenzt und wird durch Verzögerungslinien in Abschnitte unterteilt.
- AL: Ablauflinie (en. LD – Line of Departure[1]) bei der Operationsart Angriff. Übergang von Marschordnung in die entfaltete Gefechtsordnung, z. B. Breitkeil beim Panzerangriff. Der Angriff beginnt mit dem Überschreiten der Ablauflinie.
- AA: Angriffsachse (en. Attack Axis): einzuhaltende Richtung angreifender Kräfte zum Angriffsziel.
- ANL: Aufnahmelinie (en. HL – Handover Line[2]): Koordinierungslinie zur Aufnahme eines Truppenteils und Übergabe an die Aufnahmetruppe.
- Durchlauflinie (en. PL – Phase Line[1]): quer zur Bewegungsrichtung verlaufende Führungslinie zur zeitlichen und räumlichen Koordination von Bewegungen.
- Anschluss- oder Verbindungspunkt: Anschlusspunkte sollen die Koordinierung oder Verbindungsaufnahme im Zusammenwirken von Kräften an den Grenzen oder die gegenseitige Unterstützung benachbarter Truppenteile zu regeln. Anschlusspunkte können Schnittpunkte von Verzögerungslinien mit den Grenzen der Gefechtsstreifen sein.